# Erich Klemm (Betriebsrat)

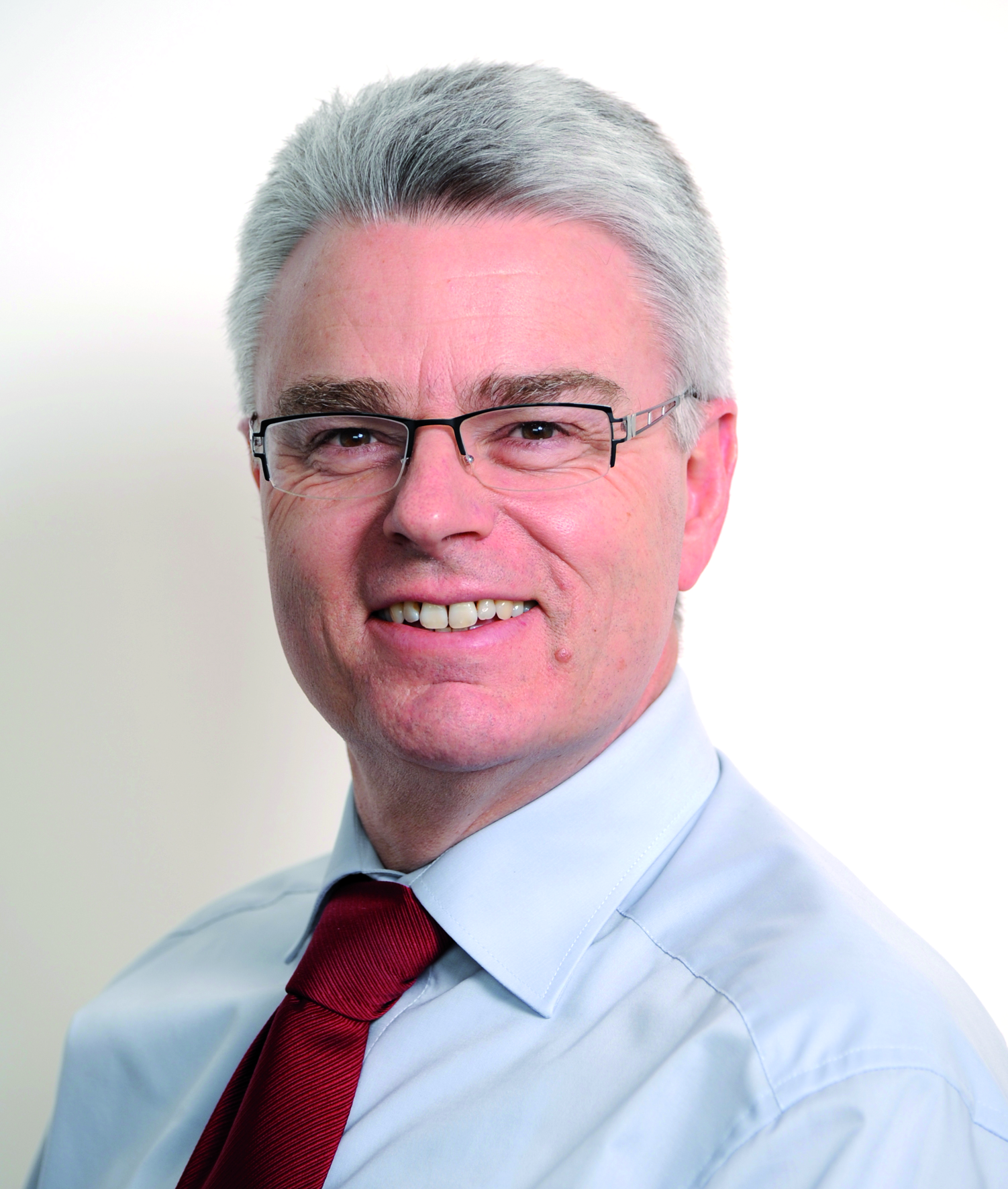
Erich Klemm (2010)

Erich Klemm (* 25. April 1954 in Sindelfingen) ist ein deutscher Maschinenschlosser, Kaufmann und Betriebsrat. Er war von 1999 bis 2014 Vorsitzender des Gesamtbetriebsrats und stellvertretender Vorsitzender des Aufsichtsrates der Daimler AG (heute Mercedes-Benz Group).

## Leben
Nach dem Erwerb der Mittleren Reife absolvierte er von 1970 bis 1973 bei Daimler-Benz eine Berufsausbildung zum Maschinenschlosser. In den Jahren 1973 bis 1978 war er in der Verfahrensentwicklung im Werk Sindelfingen tätig. 1980 schloss er eine Aufstiegsfortbildung zum Personalfachkaufmann und eine REFA-Ausbildung (1981) ab. Von 1971 bis 1978 war Klemm Vorsitzender der Jugendvertretung im Werk Sindelfingen und von 1972 bis 1978 Vorsitzender der Gesamtjugendvertretung. Im Jahr 1978 wurde er zum Betriebsrat gewählt und freigestellt.
Seit 1988 ist Erich Klemm Mitglied im Aufsichtsrat der damaligen Daimler-Benz AG (heute Mercedes-Benz Group) und seit 1989 Betriebsratsvorsitzender im Werk Sindelfingen.
In der Daimler AG hat er noch folgende Funktionen: Vorsitzender des Konzernbetriebsrats, des Europäischen Betriebsrats und des World Employee Committee.
Außerhalb des Unternehmens nimmt er folgende Ämter wahr: Mitglied des Bezirksrats der AOK Böblingen/Sindelfingen, Mitglied des Beirats der IG Metall für die Bundesrepublik Deutschland, Mitglied der IG Metall Verwaltungsstelle Stuttgart und Mitglied der Tarifkommission der IG Metall.
Zum 1. Mai 2014 ist Klemm in den Ruhestand getreten.